# The Walking Dead: The Oath
Pour un article plus général, voir The Walking Dead (série télévisée).
Pour les articles homonymes, voir The Walking Dead.
Chronologie
The Walking Dead: Cold Storage The Walking Dead: Red Machete
The Walking Dead: The Oath est une web-série américaine, narrant les péripéties de survivants. L'histoire se déroule avant la saison 1 et le réveil de Rick Grimes. Elle a pour but, comme les autres web-séries Torn Apart et Cold Storage, de faire patienter les téléspectateurs entre la saison 3 et 4 de la série du même nom.

## Synopsis
La web-série suit l'histoire de deux rescapés, Paul et Karina, cherchant de l'aide et secourus par le docteur Gale Macones au Harrison Memorial Hospital.

## Distribution
- Ashley Bell : Karina
- Wyatt Russell : Paul
- Ellen Greene : Gale Macones

## Websérie (2013)

### Épisode 1: titre français inconnu (Alone)
- Titre original: Alone (trad. litt. : « Seul »)
- Numéros: 1
- Réalisateur: Greg Nicotero
- Scénariste: Luke Passmore
- Diffusions:  : 1er octobre 2013
- Résumé: En pleine nuit, un camp d'une vingtaine de survivants près de Rockford est attaqué. Une jeune femme, Karina, pleure un de ses compagnons disparus sans prendre garde aux zombies se rapprochant. Elle est sauvée in extremis par Paul, un des rescapés. Pendant leur fuite, il lui demande de répéter le serment qu'elle avait prononcé afin de faire partie de leur groupe : "One lives, all live" ("L'un vit, tout le monde vit") et lui promet de ne jamais l'abandonner. Le lendemain, ils découvrent une voiture (Hyundai Tucson) abandonnée et son conducteur à moitié dévoré. Karina récupère les clés sur le cadavre tandis que Paul fouille la voiture et découvre une carte sur laquelle sont indiqués les cliniques et hôpitaux environnants. Karina se rend compte que Paul, gravement blessé, perd connaissance. Karina les conduit vers le centre de soin le plus proche : ils finissent par arriver au Harrison Memorial Hospital. Une fois sur place, Karina découvre que l'hôpital est abandonné, et se réfugie dans une pièce avec Paul toujours inconscient avant d'être attaquée par un zombie.
- Durée: 7 minutes 52.

### Épisode 2: titre français inconnu (Choice)
- Titre original: Choice (trad. litt. : « Le choix »)
- Numéros: 2
- Réalisateur: Greg Nicotero
- Scénariste: Luke Passmore
- Diffusions:  : 1er octobre 2013
- Résumé: Karina et Paul sont sauvés de justesse par le docteur Gale Macones, qui s'occupe alors de Paul toujours inconscient, et l'attache au lit en mettant en garde Karina qu'il faut accepter toutes les possibilités. Dans leur attente, Gale et Karina parlent de leur situation. Le docteur Macones lui raconte qu'il y a eu une rébellion des patients au sein de l'hôpital car il n'était plus approvisionné, les gens ont fui ou se sont entre-tués et qu'il ne reste plus qu'elle. Au chevet de Paul, Gale, pensant qu'il allait mourir, décide de l'enfermer dans la cafétéria où sont regroupés d'autres zombies et retourne vers Karina. Mais Paul toujours attaché à son lit, reprend connaissance.
- Durée: 7 minutes 10.

### Épisode 3: titre français inconnu (Bond)
- Titre original: Bond (trad. litt. : « Le lien »)
- Numéros: 3
- Réalisateur: Greg Nicotero
- Scénariste: Luke Passmore
- Diffusions:  : 1er octobre 2013
- Résumé: Ne sachant pas que Paul est toujours en vie, Karina est effondrée. Elle repense au jour où elle a tué un homme par mégarde et abandonné une fillette à un funeste sort. Pour elle, le fait de se retrouver seule est sa punition pour cet acte. Elle blâme ses compagnons et amis morts auparavant de ne jamais connaître le sentiment d'être "la dernière". Pour ne plus abandonner ses compagnons, mourant pour la sauver, encore et encore, elle décide de mettre fin à ses jours avec son revolver. Malheureusement elle n'a plus de balle, c'est alors que le docteur Macones lui propose une autre solution. Pendant ce temps, Paul tente de s'échapper de la cafétéria. Gale veut aider Karina à sortir de cette situation, comme elle l'a fait auparavant, en lui injectant une dose létale de poison si Karina le désire vraiment. Karina, ayant perdu tout espoir, accepte l'aide du docteur. Paul réussit à sortir de la cafétéria et retourne dans la chambre et voit Karina quelques secondes avant qu'elle ne rende son dernier souffle. Paul est enragé contre le docteur, celle-ci tente de se justifier en expliquant qu'elle a fait le serment d'aider les autres en les libérant de ce monde où le seul choix est "comment mourir" et voyant le revolver de Paul pointé sur elle, lui demanda de faire un choix également. On ne sait pas ce que devient le docteur Gabe Macones. Paul barricade les portes de la cafétéria et écrit : "DON'T OPEN DEAD INSIDE" ("Ne pas ouvrir, mort à l'intérieur"), ce même message que verra Rick Grimes à son réveil. Paul continue d'obéir à son serment "One lives, all live", récupère Karina devenue zombie et part de l'hôpital avec elle.
- Durée: 10 minutes 36.